# Meir Shalev

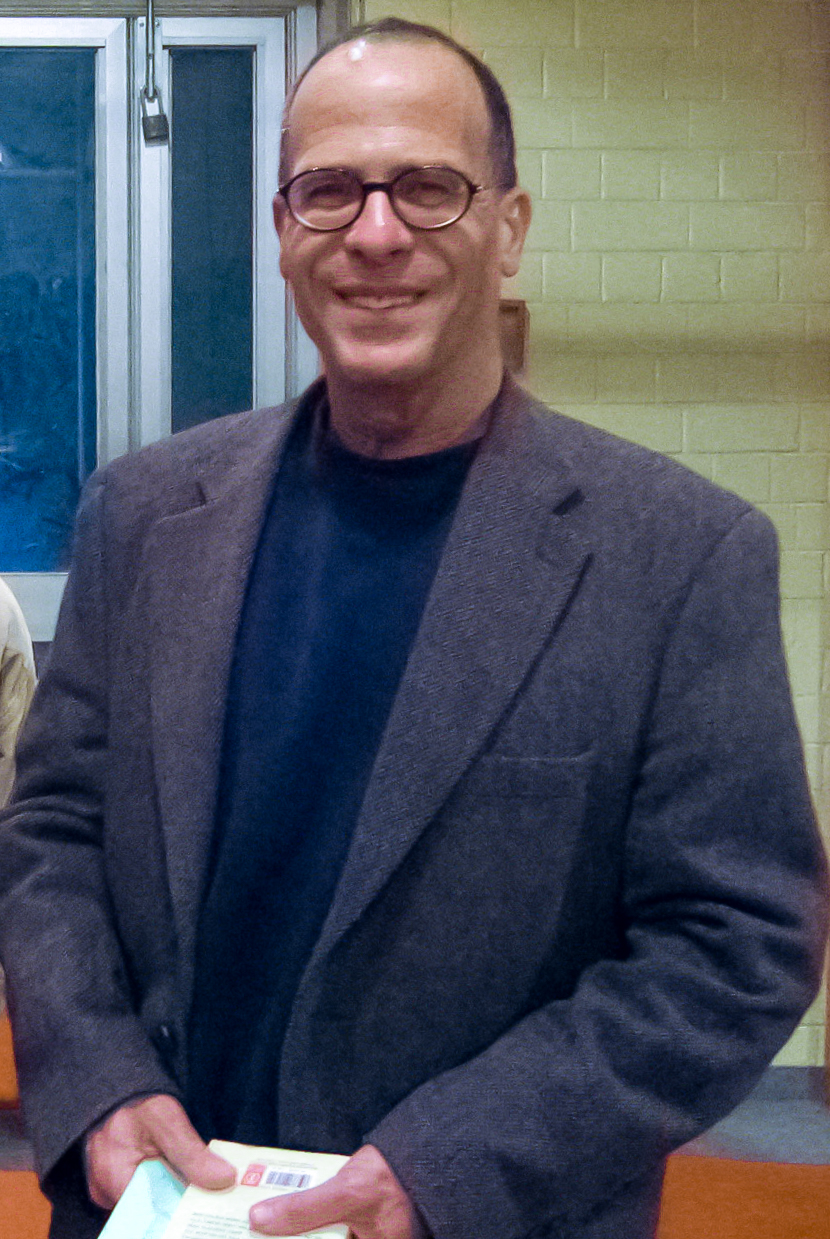
Meir Shalev, 2006

Meir Shalev (Nahalal, 29 luglio 1948 – Alonei Abba, 11 aprile 2023) è stato uno scrittore, conduttore televisivo e umorista israeliano.

## Biografia
Figlio del poeta Yitzchak Shalev, iniziò la propria carriera come presentatore di sketch comici alla televisione ed alla radio. Condusse il programma televisivo Erev Shabbat (letteralmente Sera dello shabbat ovvero venerdì sera) su Israel channel one. Nel 1988 venne pubblicato il suo primo romanzo, La montagna blu (titolo originale in ebraico: רומן רוסי Roman Russi, "Romanzo russo").
Fu anche autore di libri per bambini e di saggi. Per molti anni ebbe una rubrica settimanale nell'edizione del fine settimana del quotidiano Yediot Ahronot, dove commentava satircamente la politica del governo e la situazione della popolazione israeliana.

## Riconoscimenti
- Juliet Club Prize (Italia)
- 1999 - Premio Città di Chiavari (Italia)
- Entomological Prize (Israele)
- WIZO Prize (Francia, Israele, Italia)
- Brenner Prize (il più importante riconoscimento letterario in Israele, ottenuto per il libro Il ragazzo e la colomba)

## Opere

### Narrativa
- 1988 La montagna blu, trad. it. di Elena Loewenthal, Frassinelli, 2002
- 1991 עשו Essav "Esaù"
- 1994 Per amore di una donna, trad. it. di Elena Loewenthal, Frassinelli, 1994
- 1998 בביתו במדבר Be-veyto ba-midbar "Nella sua casa nel deserto"
- 2002 Fontanella, trad. it. di Elena Loewenthal, Frassinelli, 2004
- 2004 Il pane di Sarah, trad. it. di Elena Loewenthal, Frassinelli, 2004
- 2006 La casa delle grandi donne, trad. it. di Elena Loewenthal, Frassinelli, 2006
- 2008 Il ragazzo e la colomba, trad. it. di Elena Loewenthal, Frassinelli, 2008
- 2010 È andata così, trad. it. di Elena Loewenthal, Feltrinelli, Milano 2010
- 2013 Due vendette, trad. it. di Elena Loewenthal, Bompiani, Milano 2014
- 2020 Il mio giardino selvatico, Bompiani ISBN 978-88-452-9770-0

### Non-fiction
- 1985 Re Adamo nella giungla, trad. it. di Elena Loewenthal, Frassinelli, 2001 (titolo originale תנ"ך עכשיו Tanakh akhshav, "La Bibbia adesso", raccolta di suoi articoli con interpretazioni personali della Bibbia ebraica apparsi sul quotidiano Haaretz).
- 1995 בעיקר על אהבה Be-ikar al ahava "Soprattutto sull'amore"

### Libri per ragazzi
- 1982 Michael and the Monster of Jerusalem ISBN 965-382-001-X
- 1987 Zohar's Dimples
- 1988 My Father Always Embarrasses Me
- 1990 Nehama the Louse
- 1993 How the Neanderthal Inadvertently Invented Kebab
- 1994 Un serpente, un diluvio e due arche, trad. it. di Elena Loewenthal, Frassinelli, 2008
- 1995 The Tractor in the Sandbox
- 2000 Storie piccole, trad. it. di Elena Loewenthal, Mondadori, 2000
- 2004 A lion at night
- 2004 Roni and Nomi and the Bear Yaacov
- 2004 A Louise Named Thelma
- 2004 A Lion in the Night
- 2007 Uncle Aaron and his rain